# Sulejman Delvina
Sulejman Delvina (ur. 5 października 1872 w Delvinë, zm. 1 sierpnia 1932 we Wlorze) – albański polityk, działacz narodowy i dyplomata. Od 30 stycznia do 14 listopada 1920 premier rządu albańskiego.

## Życiorys
Pochodził z zamożnej rodziny z południa Albanii, był synem Selima beja Delviny. Po ukończeniu greckojęzycznej szkoły Zosimaia w Janinie studiował prawo w szkole dla urzędników osmańskich Mekteb-i Mülkiye w Stambule. Studia ukończył w 1899, a następnie podjął pracę w osmańskim ministerstwie spraw zagranicznych. W 1901 objął stanowisko profesora w liceum Galatasaray w Stambule. W Stambule nawiązał współpracę z albańskimi działaczami narodowymi, działającymi w klubie patriotycznym Bashkimi (Jedność). W 1916 przeszedł do pracy w ministerstwie spraw wewnętrznych.
Po I wojnie światowej porzucił pracę urzędnika osmańskiego i związał się z Albanią. W kwietniu 1919 wyjechał na Konferencję Pokojową do Paryża jako przedstawiciel diaspory albańskiej. Był jednym z organizatorów kongresu w Lushnji (styczeń 1920), który podjął działania na rzecz odbudowy państwowości albańskiej. Tam też został wybrany szefem nowego rządu. Podjął starania, aby uspokoić sytuację na pograniczu Kosowa i Albanii, tak aby nie prowokować interwencji armii Królestwa SHS. Rząd Delviny działał 10 miesięcy, kiedy w wyniku tarć politycznych został obalony, a Delvina zachował resort spraw wewnętrznych. Powodem dymisji jego rządu była próba zmiany osmańskiego ustawodawstwa w zakresie handlu, do czego nie miał wystarczającego poparcia w parlamencie.
W czasie rewolucji w 1924 znalazł się we Wlorze i wspierał działania Fana Noliego. Po przejęciu władzy przez Noliego, Delvina otrzymał zadanie kierowania resortem spraw zagranicznych. Klęska rządu Noliego sprawiła, że w grudniu Delvina opuścił kraj, wyjechał do Wiednia, gdzie zaczął działać w lewicowej organizacji emigracyjnej KONARE (Komitet Narodowo-Rewolucyjny). Po uchwaleniu amnestii we wrześniu 1927 Delvina ciężko chory zdecydował się wrócić do Albanii. Z uwagi na zakaz pobytu w Tiranie, zamieszkał we Wlorze, gdzie spędził ostatnie lata życia. Zmarł w 1932 i został pochowany na cmentarzu miejskim we Wlorze.
Jego imię w latach 90. XX w. nadano ulicom w Tiranie, Kamzie i we Wlorze i w Delvinie, a także gimnazjum w jego rodzinnej miejscowości.